# Colonna (Lacjum)
Colonna – miejscowość i gmina we Włoszech, w regionie Lacjum, w prowincji Rzym.
Według danych na rok 2004 gminę zamieszkiwało 3329 osób, 1 109,7 os./km².